# Leo Wislicki
Leo Wislicki (* 12. August 1901 in Kattowitz, Schlesien; † 31. Juli 1983 in Jerusalem) war ein deutsch-israelischer Mediziner.

## Leben und Tätigkeit

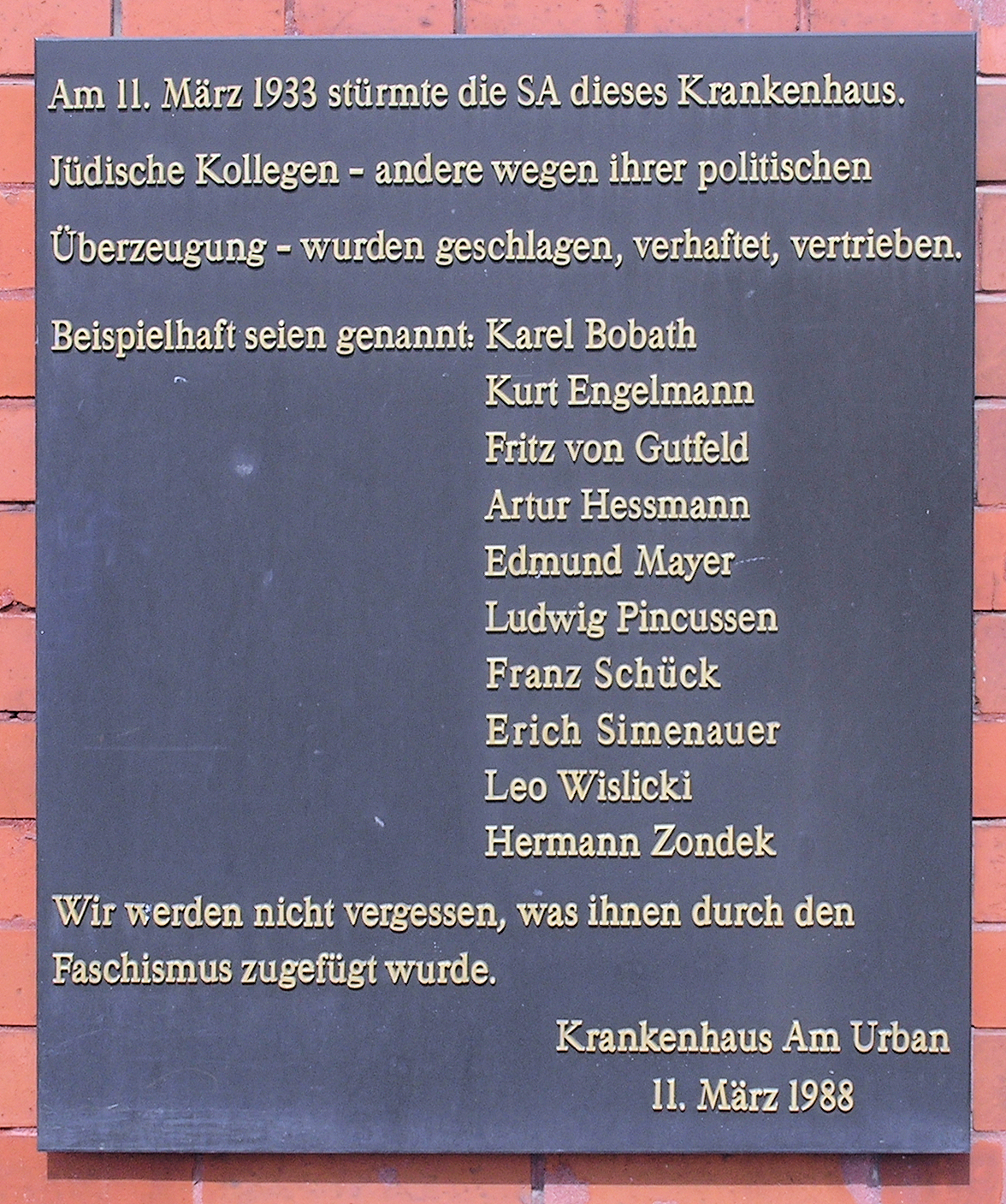
Gedenktafel am Urban-Krankenhaus

Nach dem Schulbesuch studierte Wislicki Medizin. 1925 erhielt er seine Approbation. Von 1925 bis 1927 war Wislicki Assistent an der Universitätsklinik in Breslau. Ab 1928 arbeitete er als leitender Arzt bei der Wohlfahrtsärztlichen Beratungsstelle in Berlin-Kreuzberg sowie als Assistent in der Inneren Abteilung am Städtischen Krankenhaus am Urban.
Wenige Wochen nach der Machtergreifung der Nationalsozialisten im Frühjahr 1933 wurde Wislicki aus dem medizinischen Dienst der Stadt Berlin entlassen. Kurz zuvor, am 11. März 1933, war er zusammen mit allen anderen jüdischen Ärzten, die im Spital am Urban angestellt waren, von Angehörigen der Berliner der SA verhaftet und in ein wildes SA-Gefängnis verschleppt worden, wo die Insassen geschlagen und misshandelt wurden.
Bald danach emigrierte Wislicki nach Großbritannien, wo er als Assistent von Hermann Zondek am Victorial Memorial Jewish Hospital in Manchester angestellt wurde. 1935 wurde er niedergelassener Arzt in Manchester.
Von den nationalsozialistischen Polizeiorganen wurde Wislicki nach seiner Emigration als Staatsfeind eingestuft: Im Frühjahr 1940 setzte das Reichssicherheitshauptamt in Berlin ihn auf die Sonderfahndungsliste G.B., ein Verzeichnis von Personen, die im Falle einer erfolgreichen deutschen Invasion Großbritanniens durch die Sonderkommandos der SS-Einsatzgruppen mit besonderer Priorität ausfindig gemacht und verhaftet werden sollten.
Nach 1949 führte Wislicki Forschungsarbeiten in Israel durch. Er ließ sich schließlich dauerhaft in dem neugegründeten Land nieder, wo er Stellungen als Associate Professor für Pharmakologie an der Bar-Ilan-Universität in Ramat Gan und später an der Hebrew University in Jerusalem erhielt.
In den 1960er Jahren wurde Wislicki Koordinator des Drug Monitoring Centre des Israelischen Gesundheitsministeriums.
Seit März 1988 erinnert eine Gedenktafel an dem Haus Dieffenbachstraße 1 in Berlin-Kreuzberg an Wislicki und neun andere im März 1933 von der SA verschleppte und misshandelte jüdische Mediziner des Krankenhauses am Urban.

## Schriften
- Untersuchungen über die Beeinflussbarkeit der Gallensäurenausscheidung am Gallenfistelhund, 1925. (Dissertation)